# Сальма Негмелдін
Сальма Негмелдін (5 березня 1996) — єгипетська плавчиня.
Учасниця Олімпійських Ігор 2016 року, де в змаганнях груп посіла 7-ме місце.